# Drosophila prolaticilia
Drosophila prolaticilia este o specie de muște din genul Drosophila, familia Drosophilidae, descrisă de Hardy în anul 1965. Conform Catalogue of Life specia Drosophila prolaticilia nu are subspecii cunoscute.